# Kuttner Sándor
Kuttner Sándor (Bonyhád, Tolna vármegye, 1814. szeptember 20. – Budapest, 1874. január 11.) sebészmester, Pest halottkéme.

## Élete
1817-ben Tatára (Komárom vármegye) került, ahol az algimnáziumot végezte és piarista tanára vezette be a német nyelv elemeibe. Onnan Pestre ment nevelőnek; három évig egyetemi hallgató volt és letette a sebészi vizsgát. Az 1860-as években halottkém volt a Lipótvárosban (V. kerület). Pedagógiai tapasztalatait a Hampel A. kereskedelmi iskolájában és a Röser Miklós reálintézetében szerezte mint tanító. Ő volt az első, aki a Bach-korszakban magyar iskolakönyveket írt.

## Munkái
1. Kleine Schulgeographie mit besonderer Rücksicht auf das Kaiserthum Oesterreich, nebst einem Abrisse der biblischen Geographie. Pesth, 1854. (2. jav. és bőv. kiadás 1855., 3. bőv. és jav. k. két térképpel 1855., 4. jav. és bőv. k. 1856., 6. jav. és bőv. k. 1856., 8. k. 1859., 9. képes és bőv. k. 1860., 11. Sammlung praktischer Lehrbücher 9... mit Rücksicht auf das Königreich Ungarn c. bőv. k. 1863., 12. 1863., 13. k. 1864., 14. 1866., 15. k. 1867., 18. képes és bőv. k. 1871. Uo. 21. átdolg. k. Pap L. által. Bpest, 1875. Magyarul, ford. Dallos Gy. Lajos, Pest, 1854., 2. kiadás 1858. átdolg. kiadások: 7. 1863., 8. 1864., 9. 1865. 14. 1871., 17. 1876., 18. 1877.).
2. Kleine Handelsgeographie nebst einem kurzen Abrisse der Pflanzen-Zonen. Mit einer Eisenbahn-Karte von Mittel-Europa. Uo. 1855.
3. Leitfaden beim Unterricht in der Handelsgeschichte von den frühesten Zeiten bis auf unsere Tage, nebst einem kurzen Ueberblick der Entdeckungsreisen. Ugyanott, 1855.
4. Handbuch der allgemeinen Waarenkunde für kommerzielle Lehranstalten, sowie zum Gebrauche in den Sonn- und Feiertags-Handelsschulen. Uo. 1856.
5. Kleine Weltgeschichte nebst einem Abriss der griechischen und römischen Mythologie für Volks- und Töchterschulen, sowie zum Selbstunterricht. Uo. 1858. (2. átdolg. és jav. k. Kurzer Leitfaden der Weltgeschichte cz. 1860. Magyarul írta Környei János. Uo. 1858. 2. kiadás. Uo. 860. A magyar irodalomtörténet rövid vázlatával. Uo. 1867., Bpest, 1874.).
6. Schulgeographie von Ungarn, Kroatien, Slavonien und Dalmatien, der Wojwodschaft Serbien und dem temescher Banat, dem Grossfürstenthum Siebenbürgen und der Militärgränze, nebst einem Abriss der übrigen Kronländer des österreichischen Kaiserstaates. Uo. 1858. (2. bőv. és jav. k. 1860., 3. k. 1863. Magyarul: ford. Környei János, Magyarország térképével. 1858., 4. k. 1863., 4. bővített magyar-német kiadás. 1863).
7. Leitfaden der ungarischen Geschichte für Schule und Haus. Uo. 1859.
8. Palestina földrajza. Uo. 1861. képekkel és térképpel. (Németül: Uo. 1861.).
9. Első oktatás a földrajzban. Különös tekintettel a magyar királyságra. Kérdésekben és feleletekben. Erster Unterricht in der Erdbeschreibung ... Pesth, 1862. (2. kiadás 1863., 3. jav. k. 1865. 9. k. 1870., 11. k. 1871. Uo. 15. javított k. 1875., 16. k. 1875., 18. k. 1876. Bpest, 1876-ig három kiadásban jelent meg a német rész).
10. Magyarország története iskolai és magánhasználatra. Pest, 1862. (2. képes kiadás, 3. jav. és bőv. kiad. 1864. 5. k. 1871. Uo. Magyar és német képes 2. bőv. k. 1862, 4. átdolg. k. 1871. Uo. Tótul: Pest, 1872. 2. k. Bpest, 1873.)
11. Első oktatás a magyarok történetében kérdések és feleletekben. Pesth, 1863. (6. k. 1873., 10. k. 1876. Bpest, Magyar-német. Pest, 1863. 7. k. Bpest, 1875.)
12. Honisme, vagy a magyar korona országainak leirása. Pest, 1869. (5. kiadás egy térképpel. Magyar-német k. 1870. Uo. Tótul: Pest, 1871., 3. k. Bpest, 1874.).
13. Vezérvonal a földrajzban, jegyzetek az áruisméből és különös tekintettel az osztrák-magyar monarchiára. Pest, 1869.
14. Első oktatás a világtörténetben. Pest, 1870. (3. k. 1873. Magyar-német 4. k. 1873. Uo.)
15. Magyar irodalomtörténet rövid vázlata. Pest, 1871. (Magyar-német.)
16. Illustrirte Naturgeschichte der drei Reiche für den Schulgebrauch. Pesth, 1871. (98 rajzzal. 2. bőv. és jav. kiad. Bpest, 1876. Magyarul: Képes természetrajz az állat-, növény- és ásványországról. Pest, 1872.)
17. Kis természettan nép- és leányiskolák számára. Bpest, 1873. (33 ábrával, 2. kiadás. Uo. 1876. Németül: 1873. 2. kiadás. Uo. 1876. Németül: 1873. 2. jav. k. 1876. Uo.)
18. Első oktatás a természetrajzban. Ismétlési kérdésekkel. Pest, 1873. (2. k. Bpest, 1874. Magyar-német kiadás 56 ábrával 1873., 2. jav. és bőv. magyar k. Bpest, 1874., 3. jav. és bőv. k. 1876.).

Kuttner halála után munkáit többen átdolgozva kiadták ismételten, nevét a címlapon fenntartva. Cseh és német fordításban is megjelentek munkái.